# یواس‌اس پترسون (دی‌دی-۳۶)
یواس‌اس پترسون (دی‌دی-۳۶) (به انگلیسی: USS Patterson (DD-36)) یک کشتی بود که طول آن ۲۹۳ فوت ۱۱ اینچ (۸۹٫۵۹ متر) بود. این کشتی در سال ۱۹۱۰ ساخته شد.